# Peracens
Peracens (aragonès) és una localitat de l'Aragó que es troba a la comarca del Jiloca a 51 km de Terol. L'any 2006 tenia 129 habitants.
És conegut el seu castell datat l'any 1284, i que ha sigut restaurat els darrers anys.
Al poble podem trobar l'església parroquial de San Pedro, amb peces romàniques del segle xiii de la Virgen de la Villeta i dos retaules del segle xvi. Les seues festes patronals són del 22 al 29 d'agost. Peracens és, fonamentalment, un poble ramader i agrari, no obstant això, als últims anys l'arribada del turisme gràcies a la restauració del seu castell ha donat una nova font d'ingressos. L'agricultura es basa en el conreu de secà, bàsicament cereals. Peracens gaudeix de clima continental. És a una altitud de 1.293 msnm, la qual cosa marca substancialment el seu oratge. Les precipitacions són molt escasses i irregulars.